# Burgerzaalkerk
De Burgerzaalkerk (Duits: Bürgersaalkirche) is een rooms-katholiek kerkgebouw in het historische centrum van München. Het gebouw werd in de jaren 1709-1710 als raads- en vergaderzaal gebouwd voor de Mariale Congregatie naar het ontwerp van Giovanni Antonio Viscardi. De burgerzaal werd in 1778 door de vorst-bisschop van Freising, Ludwig Joseph Freiherr von Welden, als kerkgebouw ingewijd.

## Locatie
De Burgerzaalkerk bevindt zich aan de Neuhauser Straße 14 in de voetgangerszone van de historische binnenstad.

## Geschiedenis
Het barokke gebouw werd in de jaren 1709-1710 als raads- en vergaderzaal voor de heren van de Mariale Congregatie gebouwd. Deze organisatie werd door de jezuïeten in 1610 opgericht. De congregatie kwam bijeen in het vlakbijgelegen jezuïetencollege, de plaats waar de congregatie werd opgericht, totdat men besloot voor de congregatie een eigen gebouw te bouwen. Toen de jezuïeten uit Beieren werden verbannen, werd het gebouw een kerk en gewijd aan de Aankondiging van de Heer.
Het gebouw bestaat uit een boven- en benedenkerk. De benedenkerk was oorspronkelijk bestemd voor de drukkerij van de congregatie. Pas aan het einde van de 19e eeuw werd de ruimte tot een op een crypte lijkende kerk verbouwd.

## Verwoesting en herbouw
In de nacht van 24 op 25 april 1944 bombardeerden geallieerde vliegtuigen het gebied van de Burgerzaalkerk. Ondanks de grote inzet van de pastoor en een aantal helpers lukte het niet om het snel om zich heen grijpende vuur een halt toe te roepen. Samen met belendende woningen brandde het kerkgebouw tot op de buitenmuren volledig af. De verwoesting van de kerk was compleet. Het rijke stucwerk en de fresco's in de prachtige bovenkerk waren volledig vernietigd. Van de architectuur van het hoogaltaar, de beide zijaltaren, de orgelgalerij met het orgel, de kansel en vele voorwerpen bleef niets over. Slechts de voorgevel bleef intact. Van meet af aan was het duidelijk dat men de Burgerzaalkerk wilde herbouwen. Op 15 juli 1945 kwamen de congregatie en de Sociëteit van Jezus met elkaar overeen dat eerst de wederopbouw van de Burgerzaal moest worden uitgevoerd. De burgerzaalkerk zou na de wederopbouw dan tijdelijk als noodkerk voor de op een steenworp afstand gelegen en eveneens vernietigde Sint-Michaëlkerk van de jezuïeten dienen. Al op 24 december 1945 kon de Burgerzaalkerk met een provisorische inrichting weer in gebruik genomen worden. Een tweede fase van het herstel ging in met de reconstructie van het oorspronkelijke plafonddecor uit 1710, waarbij men zich baseerde op twee bestaande kopergravures van 1730. In 1964 werd een nieuw orgel met 42 registers verdeeld over 3 manualen geïnstalleerd. Ook kreeg de gevel de originele kleurstelling wit en rood terug. In 1971 werden de herbouwwerkzaamheden voorlopig afgesloten. Het interieur van de Burgerzaal kreeg een nieuw kleurontwerp, waarbij men de muurpilasters van stucco lustro voorzag. De (gemarmerde) gewelfvelden werden door de Academie van Beeldende Kunsten in München van nieuwe fresco's voorzien. Deze fresco's zijn in een moderne, bij de barok passende, stijl geschilderd, echter niet als reconstructie van de oorspronkelijke fresco's van Johann Anton Gumpps. In het zuiden wordt de Aanbidding van het Christuskind door de Herders voorgesteld, in het noorden de Hemelvaart van Maria, te midden van de schare apostelen op het fresco bevindt zich ook de in 1987 zalig verklaarde Rupert Mayer. Tussen de plafondfresco's werd in het midden van een grote stralenkrans het monogram van de maagd Maria aangebracht.

## Interieur

### De bovenkerk
Vanaf de ingang lopen twee trappen met twee vroegbarokke mantelmadonna's naar de lichte bovenkerk versierd met stucwerk en fresco's. Van het oude verwoestte hoofdaltaar bevindt zich in het huidige altaar en groot reliëf van de engel Gabriël die de menswording van Christus aankondigt. Het betreft een werk van de uit Tirol afkomstige kunstenaar Andreas Faistenberger uit het jaar 1710. De zilveren bustes van Jozef, Johannes de Doper, de apostel Johannes en de vader van Maria, Joachim in 1768 naar modellen van Ignaz Günther gemaakt. In de hoeknissen bij het altaar staat de beelden van de heilige Anna, de moeder van Maria en Sint-Jozef (Roland Friedrichsen, 1947). De veertien olieverfschilderijen onder de vensters dateren van rond 1725. Ze tonen populaire bedevaartsoorden in Beieren en werden op een na geschilderd door Franz Joachim Belch. De medaillons in het gewelf stellen de diersymbolen van de evangelisten en twaalf gildewapens van de leden van de congregatie voor. Als gevolg van de secularisatie kwamen de kansel en een beeld van een beschermengel van Ignaz Günther in de Burgerzaalkerk terecht. De kansel werd in 1770 voor de in het jaar 1809 afgebroken Kerk van de Barmhartige Broeders vervaardigd. Origineel zijn tegenwoordig nog de beelden op het klankbord, een verkondigingsengel en putto's met de symbolen van Geloof, Hoop en Liefde. Tijdens de kerstperiode wordt in de koorruimte een zogenaamd Fatschenkind opgesteld, een tot op de schouders ingezwachteld Christuskind van was uit circa 1600. Het beeld komt oorspronkelijk uit een tijdens de secularisatie opgeheven Augustijner klooster.

### De Vuurmadonna
De kerk bezit tevens een zogenaamde vuurmadonna (Feuermadonna). In 1609 werd in het Belgische Foy-Notre-Dame een stokoude eik geveld. Bij het spalten van het hout vond men in de eik een beeld van Maria met het Kind Jezus. Dankzij de vondst van het beeldje groeide de plaats al snel uit tot een populair bedevaartsoord. Het hout van de eik werd in stukken van verschillende groottes verdeeld en vervolgens geschonken aan vooraanstaande geestelijken en heersers onder de voorwaarde dat van het hout een kopie van het in de eik gevonden madonnabeeld moest worden gemaakt. Keurvorst Ferdinand van Beieren verkreeg ook een stuk hout van de gevelde eik. De keurvorst schonk het kostbare stuk hout later aan zijn biechtvader, die preses van de Maria-Congregatie was. De beeldhouwer Hans Krumpper maakte uit het hout de madonna, die wegens de donkere kleur de bijnaam "vuurmadonna" kreeg. Het beeldje is het oudste voorwerp in de Burgerzaal.

### De benedenkerk
De benedenkerk is in tegenstelling tot de bovenkerk donker en lijkt op een crypte. Op het hoogaltaar van de benedenkerk bevindt zich een beeld uit 1925 van Maria als Hemelkoningin met op haar knie haar zoon Jezus als Salvator Mundi. De neobarokke staties van de kruisweg uit 1892-1898 bestaan telkens uit vier figuren van 1,20 meter hoog. Tevens bevindt zich hier het graf van Rupert Mayer.

### Graf Rupert Mayer
In de beneden kerk werd in 1948 de jezuïtische priester Rupert Mayer begraven. Rupert Mayer was preses van de Maria-Congregatie en preekte tijdens het Derde Rijk tegen het nazisme. Hij werd in 1987 zalig verklaard door paus Johannes Paulus II.

## Afbeeldingen

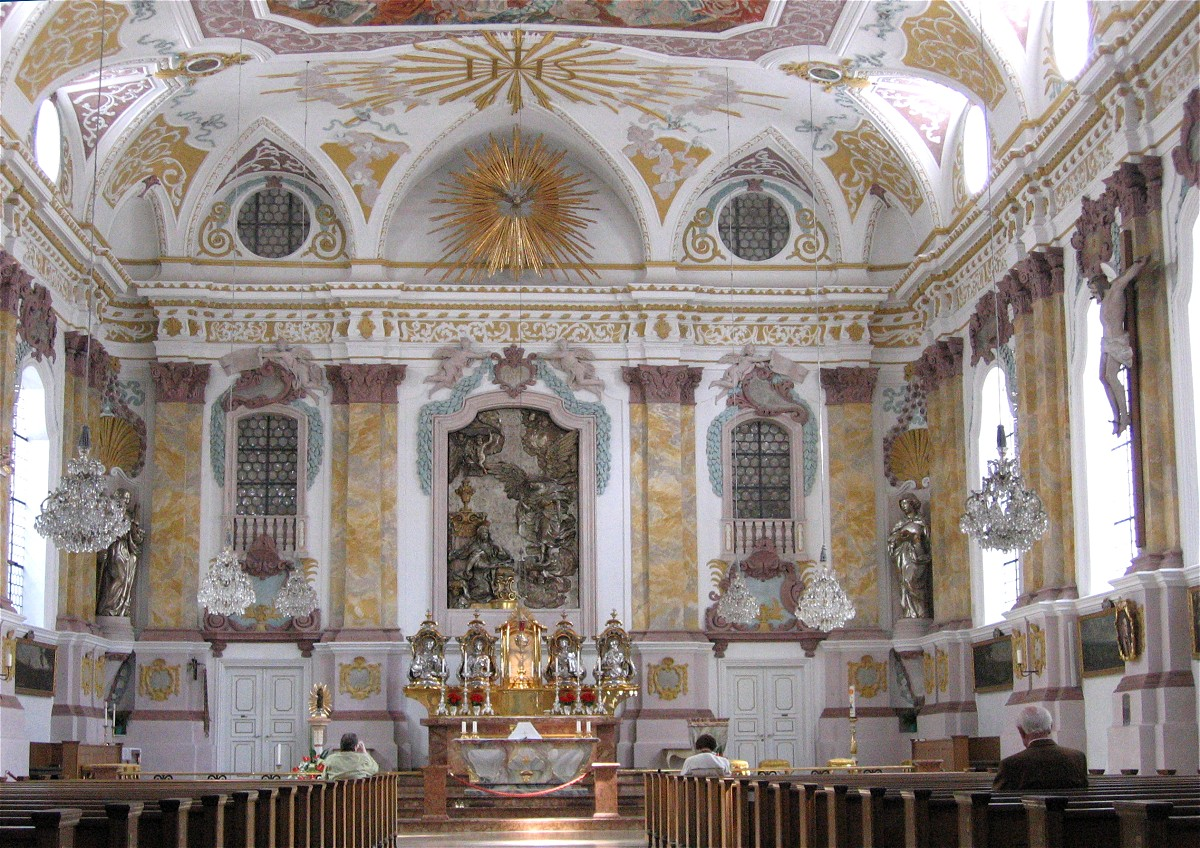
Interieur
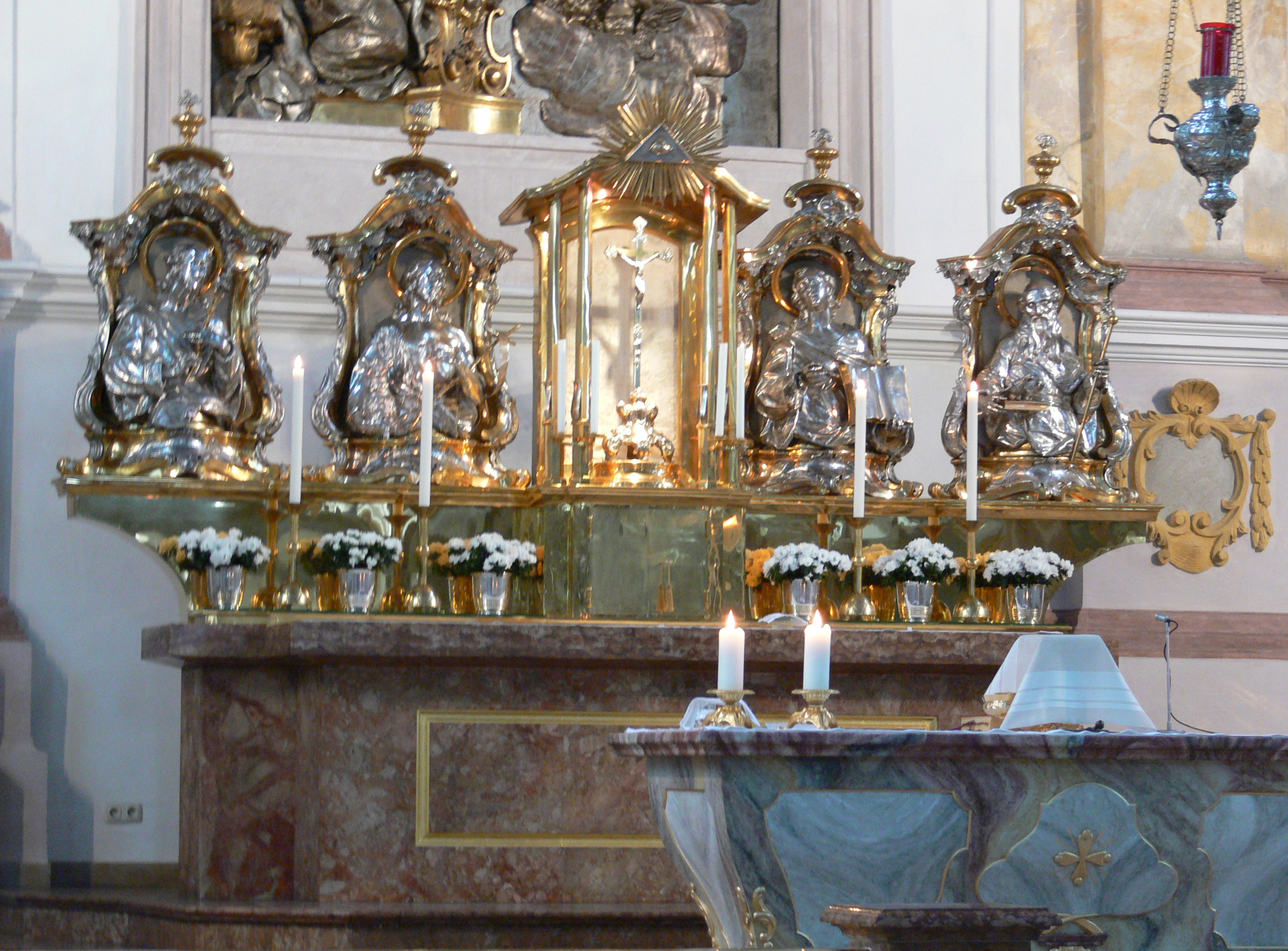
Altaar
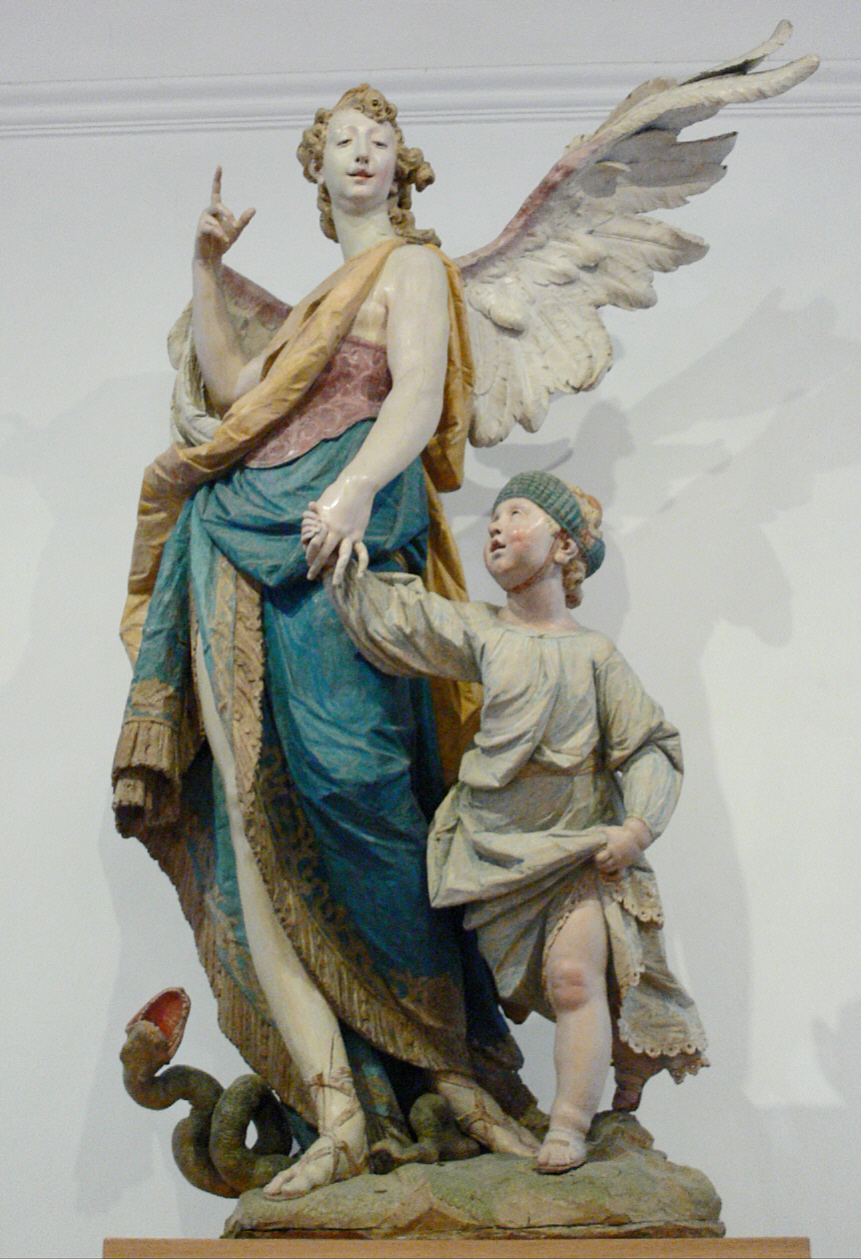
Beschermengel (Ignaz Günther)
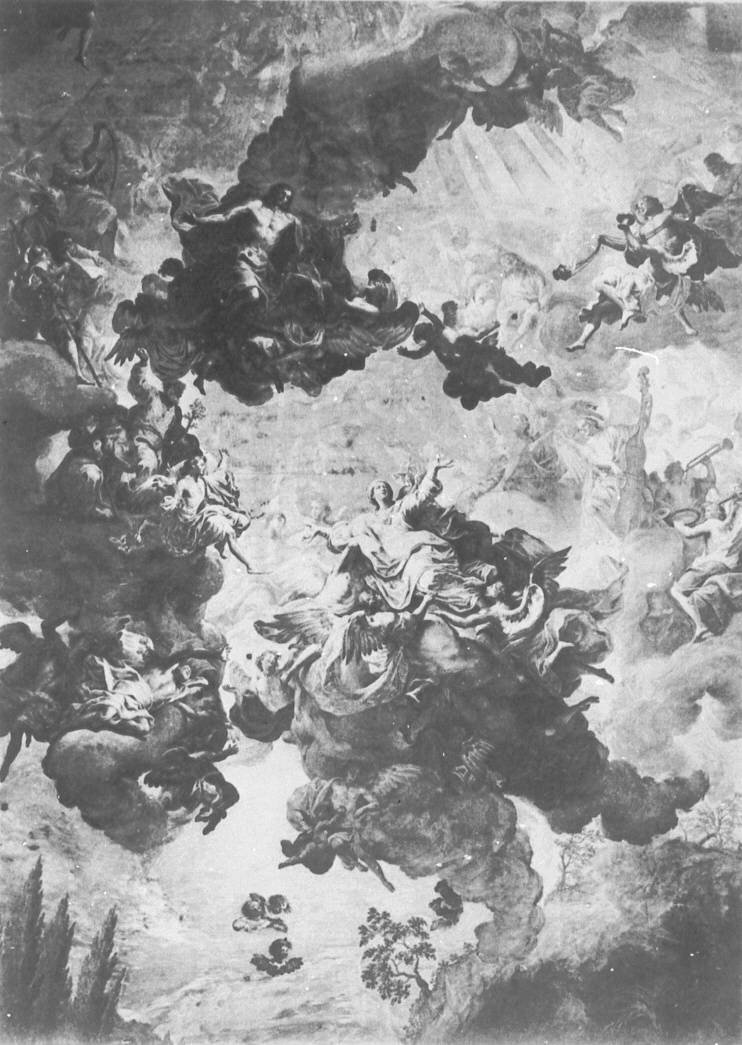
vernietigd fresco van Maria's Hemelvaart (Martin Knoller, 1773-1774)
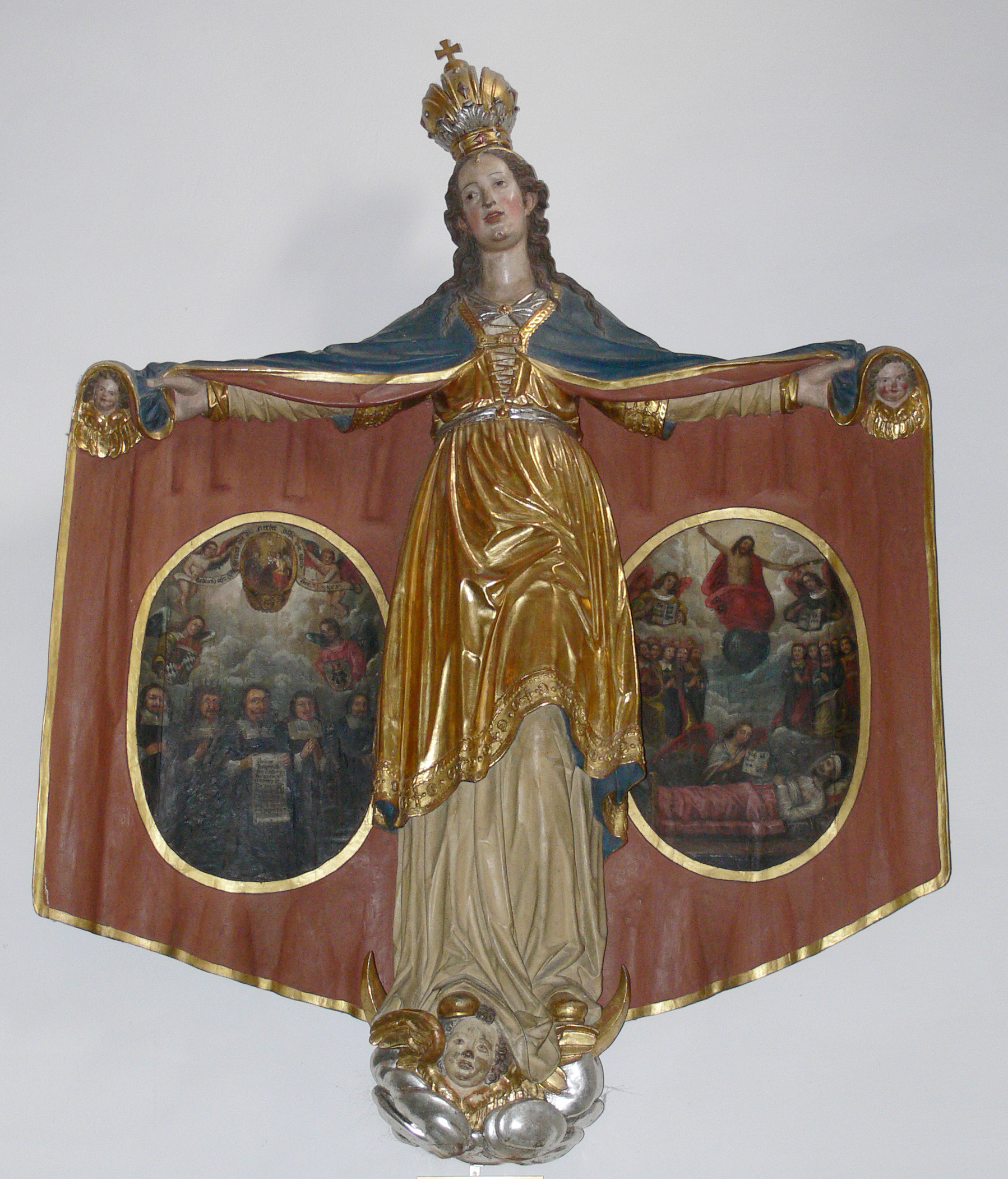
Barokke mantelmadonna
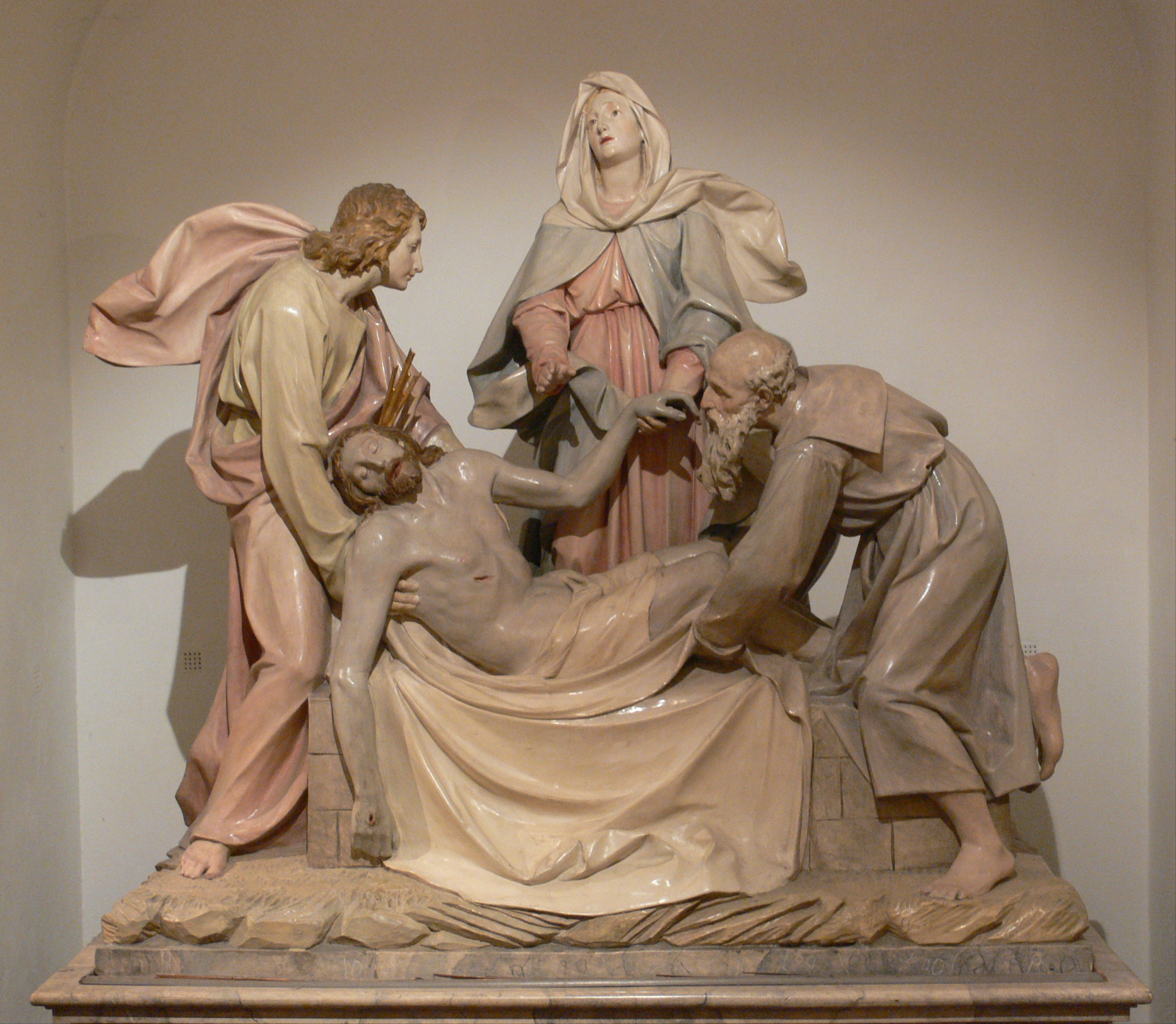
Kruisweg (benedenkerk)